# The BusBoys
The BusBoys sono un gruppo musicale statunitense formatosi a Los Angeles nel 1978. 

## Storia del gruppo
All'inizio della loro carriera, la band suona in locali notturni e si esibisce, saltuariamente, nelle radio locali. 
Nel 1982 compongono la colonna sonora di 48 ore. Il commento musicale ottiene il massimo riconoscimento ai Los Angeles Film Critics Awards. Segna, inoltra, la collaborazione con Eddie Murphy.
Nel 1984 il singolo Cleanin' Up the Town viene inserito nella OST di Ghostbusters - Acchiappafantasmi. Il brano è, inoltre, nominato ai prestigiosi Grammy Awards. 
Nel corso degli anni Ottanta e Novanta hanno partecipato a numerosi show televisivi, tra cui il SNL, l'AB e Soul Train.

## Discografia

### Album in studio
- Minimum Wage Rock & Roll (1980)
- American Worker (1982)
- Money Don't Make No Man (1988)
- (Boys Are) Back in Town (2000)
- 48 ore (ND)